# 约翰·范奥尔登巴内费尔特

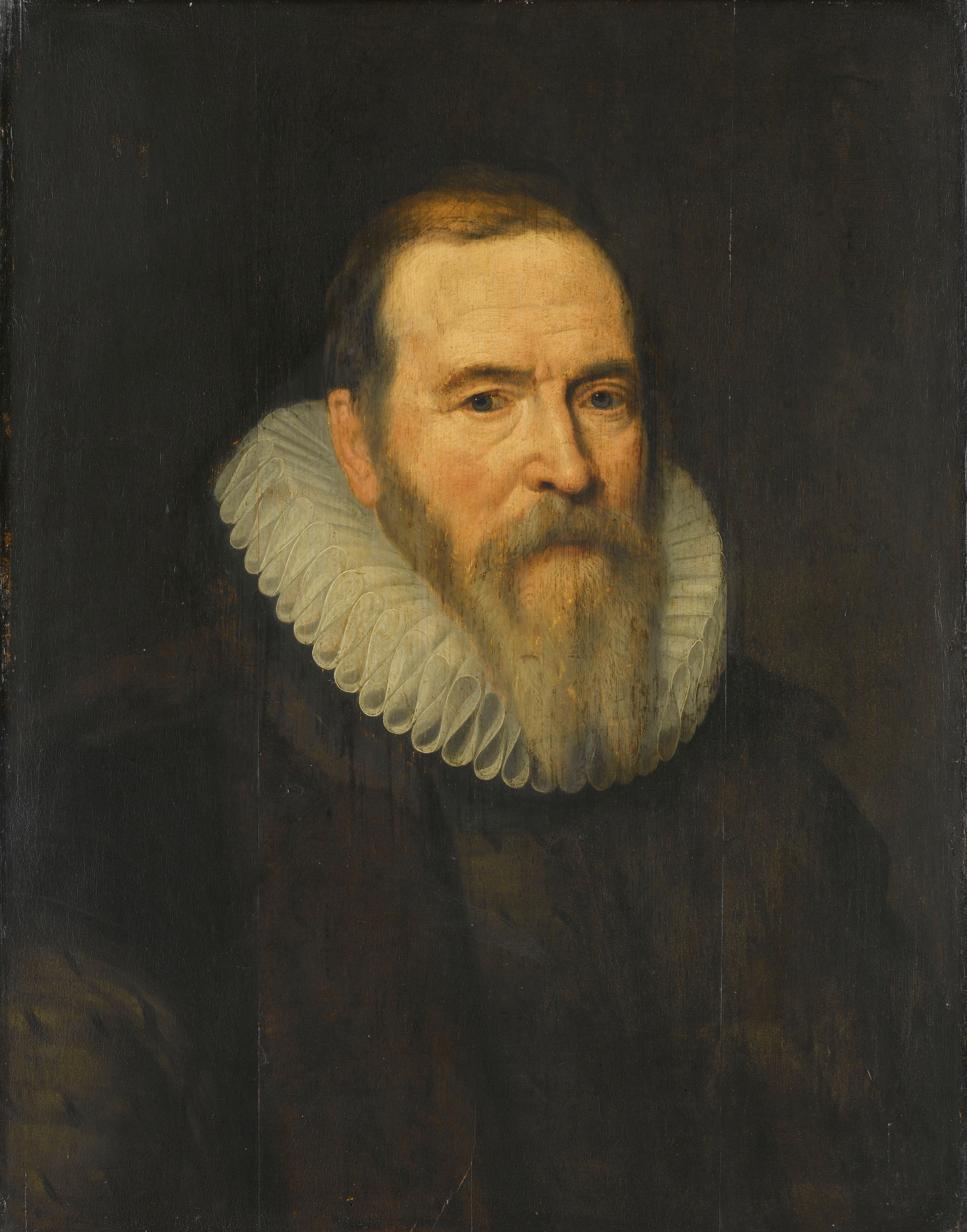
范奥尔登巴内费尔特像

约翰·范奥尔登巴内费尔特（荷蘭語：Johan van Oldenbarnevelt，發音：[ˈjoːɦɑɱ vɑn ɔldə(m)ˈbɑrnəvɛlt]，1547-1619年5月13日），尼德兰七省共和国律师、政治家、开国元勋之一，荷兰东印度公司联合创始人。在1596年英法荷三国同盟的缔结中，范奥尔登巴内费尔特起到了关键作用。荷兰首相马克·吕特认为他是荷兰历史上最重要的政治家。后因政治、宗教斗争被拿騷的毛里茨处决。
范奥尔登巴内费尔特出生在阿默斯福特，最初于海牙担任荷兰省上诉法院律师。1572年，荷兰、泽兰二省驱逐了西班牙统治者，范奥尔登巴内费尔特便选择投身于荷兰独立运动。1576年，担任鹿特丹领俸人（荷蘭語：Pensionaris，低地国家特有的行政职位）。1578年，范奥尔登巴内费尔特参与协调了乌特勒支同盟。1585年，出使英格兰，向英国女王伊丽莎白一世献上荷兰主权，尝试请求她成为荷兰君主。女王拒绝了这一请求，但决定出兵帮助尼德兰反抗西班牙。1586年，担任荷兰省长，在背后支持年轻的毛里茨，在战争动员、物资保障方面做出了极大贡献并实际负责外交事务。1596年，他成功使尼德兰与英国、法国缔结了同盟。
1600年，他坚持要求毛里茨攻下敦刻尔克，毛里茨对此颇有微词，但还是取得了成功。1609年，范奥尔登巴内费尔特使尼德兰与西班牙的腓力二世达成了十二年停战协议，但这一和约触怒了拿骚的毛里茨，后者想要彻底在尼德兰击败西班牙人的势力，而范奥尔登巴内费尔特则认为没有必要。随后两人由于不同的宗教立场而分道扬镳。毛里茨支持正统的归正宗、加尔文主义，而范奥尔登巴内费尔特则支持当时荷兰归正宗的抗辩派（又称阿民念主义）。这种宗教对立不仅是形式上的，1618年，毛里茨发动政变，同年8月23日，范奥尔登巴内费尔特遭到逮捕，旋即于1619年5月13日在海牙被处死，年71岁。